# 米山隆之
米山 隆之（よねやま たかゆき、1960年 - ）は、日本の歯科医師・歯学者・工学者。日本大学歯学部歯科理工学講座教授。日本歯科理工学会元理事長。

## 経歴
栄光学園中学・高等学校を経て、1985年東京医科歯科大学卒業、1989年同大学院修了、歯学博士の学位を取得（論文タイトルは『歯科鋳造用NiTi系合金の基礎的研究』）。以後同大学助手、助教授、東京大学大学院工学系研究科助教授を経て、2007年に日本大学歯学部歯科理工学講座教授に就任。

## 著書
- 米山隆之 他 著、宮﨑隆、中嶌裕、河合達志、小田豊 編『臨床歯科理工学』医歯薬出版、2006年5月25日。ISBN 978-4-263-45596-8。 NCID BA77312826。
- 塙隆夫、米山隆之『金属バイオマテリアル』コロナ社、2007年9月。ISBN 9784339070941。 NCID BA82953160。
- 米山隆之 他 著、小倉英夫、髙橋英和、宮﨑隆、小田豊、楳本貢三、小園凱夫 編『コア歯科理工学』医歯薬出版、2008年3月25日。ISBN 978-4-263-45614-9。 NCID BA8555872X。
- 編集幹事 鈴木一臣、楳本貢三、岡崎正之、中嶌裕、西山典宏 編集 米山隆之 他 編『スタンダード歯科理工学－生体材料と歯科材料－』（第4版）学建書院、2009年3月20日。ISBN 978-4-7624-2614-8。 NCID BA89174209。
- 米山隆之 著「2.金属材料の医療用途 3 歯科」、塙隆夫 編『医療用金属材料概論』日本金属学会、2010年2月26日、30-41頁。ISBN 978-4-88903-075-4。 NCID BB01599200。
- 編集幹事 楳本貢三、中嶌裕、西山典宏、宮﨑隆、米山隆之 編『スタンダード歯科理工学－生体材料と歯科材料－』（第5版）学建書院、2013年3月1日。ISBN 978-4-7624-3614-7。 NCID BB12020662。

## 所属団体
- 厚生労働省 元薬事・食品衛生審議会薬事分科会医療材料部会専門委員[1]
  - 医薬品医療機器総合機構 専門委員[1]
- 日本歯科医学会理事[4]
  - 日本歯科保存学会[1]
  - 日本補綴歯科学会[1]
  - 日本口腔外科学会[1]
  - 日本矯正歯科学会[1]
  - 日本歯科理工学会元理事長[2]
  - 日本口腔インプラント学会代議員[1]
  - 日本歯内療法学会[1]
- 日本医学会
  - 日本口腔科学会[1]
- 国際歯科研究学会[1]
  - 国際歯科研究学会日本部会[1]
- 日本ME学会[1]
- 日本金属学会 論文賞選考委員[1]
- 日本バイオマテリアル学会常任理事[5]
- 日本医用歯科機器学会副会長[6]
- 歯科チタン学会 元理事[1]
- 日本歯科技工学会[1]
- 日本大学歯学会理事[1]
- 口腔病学会評議員[1]
- ISO/TC194国内検討委員会委員[7]
- ISO/TC150国際規格回答原案調査作成委員会委員[1]
- 医療系大学間共用試験実施評価機構 元歯学系CBT委員会委員[1]
- European Society for Biomaterials